# Fageda del Retaule
La Fageda del Retaule és un bosc de faigs situat dins el Parc Natural dels Ports. És la fageda més meridional dels Països Catalans i de la península ibèrica. Sobreviu en el barranc del retaule, enmig de les Vallcaneres.
En aquest bosc caducifoli, en molt poc espai, hi conviuen multitud d'espècies i atresora dos arbres monumentals colossals, de més de 400 anys: el Faig Pare i el Pi Gros.